# Herbert Schmalz

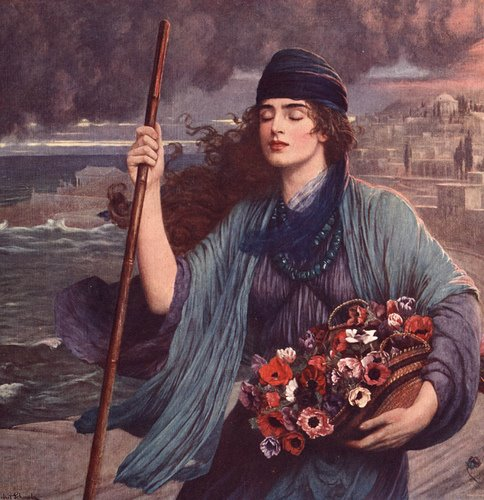
Nydia (ca. 1890)

Herbert Gustave Schmalz, ab 1918 Herbert Carmichael (* 1. Juni 1856 in Ryton; † 24. November 1935 in London) war ein britischer Maler, der den Präraffaeliten zugerechnet wird.
Er war der Sohn des preußischen Konsuls in Newcastle, Gustave Schmalz, und dessen britischer Frau Margaret Carmichael, der ältesten Tochter des Malers John Wilson Carmichael. Nach der deutschen Niederlage 1918 nahm er den Nachnamen seiner Mutter an. Einige seiner Werke signierte er auch mit Angelico oder Angelo.